# Philodendron campii
Philodendron campii är en kallaväxtart som beskrevs av Thomas Bernard Croat. Philodendron campii ingår i släktet Philodendron och familjen kallaväxter. Inga underarter finns listade.